# Buulbuuls
Buulbuuls (Pycnonotidae) zijn een familie van vogels uit de orde zangvogels. Het zijn middelgrote vogels die een beetje lijken op lijsters maar daaraan niet verwant zijn. De familie telt 163 soorten. 

## Kenmerken
Het verenkleed is olijfkleurig, bruin of grijs, soms met gele onderdelen. Sommige soorten bezitten een kuif, maar de meeste hebben borstels aan de snavelbasis. De lichaamslengte varieert van 15 tot 27 cm.

## Leefwijze
Sommige soorten voeden zich met vruchten, knoppen en nectar, terwijl weer andere zich tegoed doen aan insecten. Weer andere soorten zijn alleseters.

## Voortplanting
Een legsel bestaat meestal uit 2 tot 4 eieren. Een nest heeft dikwijls een open structuur, die bedoeld is om het regenwater te laten afvloeien. Het mannetje helpt zowel bij het broeden als bij het voeden.

## Verspreiding en leefgebied
Een vijftigtal, zoals de soorten uit de geslachten Arizelocichla, Stelgidillas, Eurillas, Andropadus. Calyptocichla, Baeopogon, Ixonotus, Chlorocichla,
Atimastillas, Thescelocichla en Phyllastrephus komen alleen in Afrika of Madagaskar voor. De overige leven vooral in het Midden-Oosten, tropisch Azië, Indonesië ook in Japan en tropische eilanden in de Indische Oceaan.
Buulbuuls in Afrika zijn voornamelijk bewoners van tropische regenwouden, terwijl de soorten uit Azië minder in regenwouden en vooral in meer open landschappen voorkomen.

## Taxonomie
Over de indeling is nog geen consensus. Er worden nu een Afrikaanse en een Aziatische groep met ieder een eigen gemeenschappelijke voorouder onderscheiden. Verder bleek het geslacht Calyptocichla (met als enige soort de goudbuulbuul) een aparte positie in te nemen en bleek dat het grote geslacht Pycnonotus met meer dan 30 soorten, waarschijnlijk een vergaarbak van soorten is zonder gemeenschappelijke voorouder.
Aanvullend onderzoek leidde in 2020 tot een geheel herziene indeling waarbij onder andere het soortenrijke geslacht Pycnonotus werd gesplitst. In totaal zijn er 163 soorten in 32 geslachten. Hieronder staan op alfabetische volgorde de geslachten volgens IOC World Bird List.

### Lijst van geslachten
- Geslacht Acritillas (1 soort: Goudbrauwbuulbuul)
- Geslacht Alcurus (1 soort: Gestreepte buulbuul)
- Geslacht Alophoixus (8 soorten)
- Geslacht Andropadus (1 soort: Vale buulbuul)
- Geslacht Arizelocichla (11 soorten)
- Geslacht Atimastillas (2 soorten)
- Geslacht Baeopogon (2 soorten)
- Geslacht Bleda (5 soorten blada's)
- Geslacht Brachypodius (4 soorten)
- Geslacht Calyptocichla (1 soort: Goudbuulbuul)
- Geslacht Chlorocichla (5 soorten)
- Geslacht Criniger (5 soorten baardbuulbuuls)
- Geslacht Euptilotus (1 soort: Donsrugbuulbuul)
- Geslacht Eurillas (5 soorten)
- Geslacht Hemixos (3 soorten)
- Geslacht Hypsipetes (26 soorten)
- Geslacht Iole (7 soorten)
- Geslacht Ixodia (3 soorten)
- Geslacht Ixonotus (1 soort: Gevlekte buulbuul)
- Geslacht Ixos (5 soorten)
- Geslacht Microtarsus (1 soort: Zwart-witte buulbuul)
- Geslacht Neolestes (1 soort: Zwartkraagbuulbuul)
- Geslacht Nok (1 soort: Kaalkopbuulbuul)
- Geslacht Phyllastrephus (20 soorten loofbuulbuuls)
- Geslacht Poliolophus (1 soort: Geellelbuulbuul)
- Geslacht Pycnonotus (31 soorten)
- Geslacht Rubigula (5 soorten)
- Geslacht Setornis (1 soort: Langsnavelbuulbuul)
- Geslacht Spizixos (2 soorten vinkbuulbuuls)
- Geslacht Stelgidillas (1 soort: Dunsnavelbuulbuul)
- Geslacht Thescelocichla (1 soort: Moerasbuulbuul)
- Geslacht Tricholestes (1 soort: Haarrugbuulbuul)

Acanthisittidae (Rotswinterkoningen) · Acanthizidae (Australische zangers) · Acrocephalidae (Rietzangers) · Aegithalidae (Staartmezen) · Aegithinidae (Iora's) · Alaudidae (Leeuweriken) · Alcippeidae (Alcippes) · Artamidae (Spitsvogels) ·  Atrichornithidae (Doornkruipers) · Bernieridae (Madagaskarzangers) · Bombycillidae (Pestvogels) · Buphagidae (Ossenpikkers) · Calcariidae (IJsgorzen) · Callaeidae (Nieuw-Zeelandse lelvogels) · Calyptomenidae (Afrikaanse breedbekken) · Calyptophilidae (Tapuittangaren) · Campephagidae (Rupsvogels) · Cardinalidae (Kardinaalachtigen) · Certhiidae (Echte boomkruipers) · Cettiidae (Struikzangers) · Chaetopidae (Rotsspringers) · Chloropseidae (Bladvogels) · Cinclidae (Waterspreeuwen) · Cinclosomatidae (Kwartellijsters) · Cisticolidae (Graszangers) · Climacteridae (Australische kruipers) · Cnemophilidae (Satijnvogels) · Conopophagidae (Muggeneters) · Corcoracidae (Slijknestkraaien) · Corvidae (Kraaien) · Cotingidae (Cotinga's) · Dasyornithidae (Borstelvogels) · Dicaeidae (Bastaardhoningvogels) · Dicruridae (Drongo's) · Donacobiidae (Zwartkopdonacobius) · Dulidae (Palmtapuiten) · Elachuridae (Elachura) · Emberizidae (Gorzen) · Erythrocercidae (Elfmonarchen) · Estrildidae (Prachtvinken) · Eulacestomatidae (Leldikkop) · Eupetidae (Ralbabbelaars) · Eurylaimidae (Breedbekken en hapvogels) · Falcunculidae (Harlekijndikkoppen) · Formicariidae (Mierlijsters) · Fringillidae (Vinkachtigen) · Furnariidae (Ovenvogels) · Grallariidae (Mierpitta's) · Hirundinidae (Zwaluwen) · Hyliidae (Hylia's) · Hyliotidae (Hyliota's) · Hylocitreidae (Bessendikkop) · Hypocoliidae (Zijdestaarten) · Icteridae (Troepialen) · Icteriidae (Geelborstzanger) · Ifritidae (Ifrita) · Irenidae (Irena's) · Laniidae (Klauwieren) · Leiothrichidae (Babbelaars) · Locustellidae (Sprinkhaanzangers) · Machaerirhynchidae (Bootsnavels) · Macrosphenidae (Afrikaanse zangers) · Malaconotidae (Bosklauwieren) · Maluridae (Elfjes)    · Melampittidae (Paradijspitta's) · Melanocharitidae (Bessenpikkers) · Melanopareiidae (Maansluipers) · Meliphagidae (Honingeters) · Menuridae (Liervogels) · Mimidae (Spotlijsters) · Mitrospingidae (Mitrospingustangaren) · Modulatricidae (Vlekkeellijsters) · Mohoidae (O'o's) · Mohouidae (Mohoua's) · Monarchidae (Monarchen) · Motacillidae (Kwikstaarten en piepers) · Muscicapidae (Vliegenvangers) · Nectariniidae (Honingzuigers) · Neosittidae (Boomlopers) · Nesospingidae (Puertoricaanse tangare) ·  Nicatoridae (Nicators) · Notiomystidae (Hihi) · Onychorhynchidae (Kroontirannen) ·  Oreoicidae (Oreoica's) · Oriolidae (Wielewalen en vijgvogels) · Orthonychidae (Stronklopers) · Oxyruncidae (Scherpsnavel) ·  Pachycephalidae (Dikkoppen en fluiters) · Panuridae (Baardmannetje) · Paradisaeidae (Paradijsvogels) · Paradoxornithidae (Diksnavelmezen) · Paramythiidae (Prachtbessenpikkers) · Pardalotidae (Diamantvogels) · Paridae (Mezen) · Parulidae (Amerikaanse zangers) · Passerellidae (Amerikaanse gorzen) · Passeridae (Mussen) · Pellorneidae (Grondtimalia's) · Petroicidae (Australische vliegenvangers) · Peucedramidae (Oranjekopzanger) · Phaenicophilidae (Hispaniolatangaren) · Philepittidae (Asities) · Phylloscopidae (Boszangers) · Picathartidae (Kaalkopkraaien) · Pipridae (Manakins) · Pittidae (Pitta's) · Pityriasidae (Borstelkop) · Platylophidae (Maleise kuifgaai) · Platysteiridae (Lelvliegenvangers) · Ploceidae (Wevers en verwanten) · Pnoepygidae (Pnoepyga's) · Polioptilidae (Muggenvangers) · Pomatostomidae (Australaziatische babbelaars) · Promeropidae (Afrikaanse suikervogels) · Prunellidae (Heggenmussen) · Psophodidae (Zwiepfluiters) · Ptiliogonatidae (Zijdevliegenvangers) · Ptilonorhynchidae (Prieelvogels) · Pycnonotidae (Buulbuuls) · Regulidae (Goudhaantjes) · Remizidae (Buidelmezen) · Rhagologidae (Geschubde dikkop) · Rhinocryptidae (Tapaculo's) · Rhipiduridae (Waaierstaarten) · Rhodinocichlidae (Troepiaaltangare) · Salpornithidae (Gevlekte boomkruipers) · Sapayoidae (Breedbekmanakin) · Scotocercidae (Maquiszanger) · Sittidae (Boomklevers) · Spindalidae (Spindalissen) · Stenostiridae (Elfvliegenvangers) · Sturnidae (Spreeuwen) · Sylviidae (Grasmussen) · Teretistridae (Cubaanse zangers) · Thamnophilidae (Miervogels) · Thraupidae (Tangaren) · Tichodromidae (Rotskruiper) · Timaliidae (Timalia's) · Tityridae (Tityra's) · Troglodytidae (Winterkoningen) · Turdidae (Lijsters) · Tyrannidae (Tirannen) · Urocynchramidae (Przewalski's roodmus) · Vangidae (Vanga's) · Viduidae (Wida's) · Vireonidae (Vireo's) · Zeledoniidae (Zeledonia) · Zosteropidae (Brilvogels)